# Lechtaler Alperne
Lechtaler Alperne er en bjergkæde i de østrigske delstater Tyrol og Vorarlberg. Lechtaler Alperne omfatter med Parseierspitze den eneste bjergtop over 3.000 moh. i de Nordlige kalkalper. Bjergkæden er opkaldt efter Lechtal, det øvre løb af floden Lech.

## Afgrænsning
Lechtaler Alperne afgrænses
- i nord af Bregenzer Ache, Hochtannbergpasset og Lech (mod Allgäuer Alperne),
- i nordøst af Zwischentoren (mod Ammergau-Alperne),
- i øst af Fernpasset og Gurgltal (mod Wetterstein) ,
- i syd af floderne Inn (mod Ötztal-Alperne), Sanna (mod Samnaungruppen), Rosanna, Arlbergpasset og Alfenz (mod Verwall) samt Ill (mod Rätikon),
- i vest af Faschinapasset og Großes Walsertal (mod Bregenzerwald).

## Toppe og pas
- Parseierspitze (3.036 moh.)
- Dawinkopf (2.970 moh.)
- Südlicher Schwarzer Kopf (2.949 moh.)
- Gatschkopf (2.947 moh.)
- Bocksgartenspitze (2.939 moh.)

Det findes to vejpas over Lechtaler Alperne: Flexenpasset (1.773 moh.) mellem kommunen Lech i nord og Klostertal i syd; og Hahntennjoch (1.894 moh.) mellem Bschlabs i nord og Imst i syd. De andre pas kan kun passeres til fods. Desuden ligger med Arlberg- og Fernpasset to af Østrigs vigtigste vejpas på grænsen til Lechtaler Alperne (Hochtannbergpasset har mest lokal betydning).

## Dale og anden inddeling
Den vestligste del af Lechtaler Alperne, som ligger i Vorarlberg, betragtes delvis som en selvstændig bjergkæde under navnet Lechquellengebirge («Lechkildens bjerg»). Grænsen går fra Flexenpasset via den øverste del af Lechdalen til Hochtannbergpasset. Lechquellengebirges højeste top er Große Wildgrubenspitze med 2.753 moh.
Det er ingen nævneværdige dale på sydsiden af Lechtaler Alperne. På nordsiden er der derimod flere, hvoraf følgende er beboet:
- Kaisertal
- Gramaiser Tal
- Bschlaber Tal
- Namloser Tal
- Rotlechtal
- Berwanger Tal

## Geologi
Lechtaler Alperne er, som resten af de Nordlige Kalkalper, hovedsagelig dannet af kalksten.

## Turisme
Da Lechtaler Alperne mestendels består af kalksten har området ikke særlig store skiområder, med undtagelse af de meget kendte St. Anton og Zürs.
Derimod er området fyldt med muligheder hvis man gerne vil vandre og klatre, med forskellige sværhedsgrader. Som eksempler på vandreveje kan nævnes den europæiske fjernvandrevej E5, som går nord-syd gennem Lechtaler Alperne (E5 går fra Pointe du Raz i Frankrig til Verona i Italien). Derudover er der Kalkalpenweg, Augsburger Höhenweg, Spielerweg, og Via Alpina, bare for at nævne nogle få.
Klatrestier findes også i forskellige sværhedsgrader, og det kan nævnes at der findes hytter og huse ("Alpenvereinshytte" - bemandede såvel som ubemandede), hvor man kan finde husly for natten. Disse er organiserede under Österreichischer Alpenverein. Mange af de hytter kræver en universalnøgle, som medlemmer får udleveret.

## Natur, kultur og historie
De nævnte dale på Lechtaler Alpernes nordside blev bosat over bjergpassene fra sydsiden, dvs. fra Oberinntal (Landeck eller Imst). Dalene tjente først som sætere, som senere blev til permanente bosættelser. Helt frem til 1900-tallet hørte de administrativt til distrikterne Landeck og Imst. I dag hører de sammen med Lechtal til Reutte.
Den øverste del af Lechdalen (kommunerne Lech og Steeg) og Lechquellengebirge samt Großes Walsertal blev beboet af walsere i 1200- og 1300-tallet.

## Eksterne kilder og henvisninger
1. ↑  Österreichischer Alpenverein

- Wikimedia Commons har flere filer relateret til Lechtaler Alperne

 Der er for få eller ingen kildehenvisninger i denne artikel, hvilket er et problem. Du kan hjælpe ved at angive troværdige kilder til de påstande, som fremføres i artiklen.

47°10′28″N 10°28′42″Ø / 47.1744°N 10.4783°Ø